# Seishi Kishimoto
Seishi Kishimoto (岸本 聖史 Kishimoto Seishi?,  Nagi, Okayama; 8 de noviembre de 1974) es un dibujante de manga japonés y hermano gemelo de Masashi Kishimoto (creador del famoso manga Naruto).
Es reconocido por ser el creador de 666 Satan, la cual fue serializada por la revista Monthly Shōnen Gangan, que ha concluido con 19 tomos editados en Japón.

## Biografía
Seishi Kishimoto nació en la Prefectura de Okayama, Japón, el 8 de noviembre de 1974 como el gemelo menor de Masashi Kishimoto. En la escuela primaria, Kishimoto comenzó a ver la adaptación al anime de Kinnikuman junto a su hermano y los dos de ellos comenzaron a diseñar sus propios superhéroes.
El primer manga de Kishimoto fue el one-shot, Trigger, publicado en Gangan Powered en 2001. Con la historia quería escribir sobre "las relaciones fe y padres e hijos", pero tuvo problemas para el montaje dentro del límite de página.
Comenzó su primera obra serializada, 666 Satan, mensualmente por Shōnen Gangan en 2001. El manga continuó durante seis años, ha sido traducido y publicado en varios países extranjeros, incluyendo en Norteamérica por Viz media.
Un año después de terminado 666 Satan, Seishi lanzó Blazer Drive en la edición mensual de debut de Shōnen Rival de Kodansha, precedido por un prólogo paso a paso, Trival, en la última edición de Comic Bom Bom; Blazer Drive funcionó hasta 2010 y ese mismo año recibió una adaptación a videojuego.
Kishimoto creó Jūniji no kane ga naru (12時の鐘が鳴る), que fue publicado en shōjo mensual de la revista Aria en 2011. En la edición de enero de 2012 de la revista mensual Shōnen Rival, Seishi debutó Kurenai Ōkami a Ashikase no Hitsuji (紅の狼と足枷の羊), que duro hasta el año 2013.
En 2014, Kishimoto comenzó a trabajar en Sukedachi Nine (助太刀09), una serie en dos versiones, impresa y digital, vinculada a la revista mensual Shōnen Gangan y Gangan Online, las cuales tienen lugar al mismo tiempo, pero siguen a diferentes protagonistas. La serie impresión debutó en el número de noviembre de 2014 de Shōnen Gangan el 11 de octubre, mientras que la serie digital fue lanzada en Gangan Online 16 de octubre.

## Estilo e Influencia
Seishi Kishimoto tiene un estilo de dibujo similar a su hermano gemelo Masashi Kishimoto y eso siempre les ha traído problemas. De hecho en sus primeras publicaciones Seishi ha tenido que explicar que, dicha similitud se debe a que ambos han tenido las mismas influencias desde pequeños, y que crecieron dibujando juntos. El propio Masashi ha pedido a sus fans que dejen de llamar "plagiador" a Seishi.

## Trabajos

### Serializaciones
- 666 Satan (666〜サタン〜)? (septiembre de 2001 – enero de 2008; serializado mensual en Shōnen Gangan)
- Blazer Drive (ブレイザードライブ)? (mayo de 2008 – diciembre de 2010; serializado mensual en Shōnen Rival)
- Kurenai no Ōkami a Ashikase no Hitsuji (紅の狼と足枷の羊?, "Crimson Wolf and Fetters of Sheep") (diciembre de 2011 – febrero de 2013; serializado en mensual Shōnen Rival)
- Sukedachi Nine (助太刀09?, "Avenge Nine") (octubre de 2014 – julio de 2016; serializadomensual Shōnen Gangan y Gangan Online)

### One-shots
- Trigger (marzo de 2001 publicado en Gangan Powered y reimpreso en el volumen de 666 Satan)
- Tenchu San (天誅 参?, "Tenchu: cólera del cielo") (marzo – abril de 2003; publicado enmensual Shōnen Gangan)
- Trival (トライバル)? (noviembre de 2007, publicado en Comic BomBom)
- Jūniji no Kaneganaru (12時の鐘が鳴る?, "Doce horas timbre") (abril de 2011; publicado enAria)